# Berlinale 1987
La Berlinale 1987, 37e édition du festival international du film de Berlin (37. Internationalen Filmfestspiele Berlin), s'est tenue du 20 au 3 mars 1987.

## Jury
- Klaus Maria Brandauer (Président du jury)
- Juliet Berto
- Kathleen Carroll
- Callisto Cosulich
- Victor Dyomin
- Reinhard Hauff
- Edmund Luft
- Jiří Menzel
- Dan Pita
- Paul Schrader
- Antonio Skármeta

## Sélections

### Compétition
La sélection officielle en compétition se compose de 20 films.
- Les Enfants du silence (Children of a Lesser God) de Randa Haines
- Comrades de Bill Douglas
- La Mort d'Empédocle ou Quand le vert de la terre brillera à nouveau pour vous de Jean-Marie Straub et Danièle Huillet
- Die Verliebten de Jeanine Meerapfel
- Manolo (El año de las luces) de Fernando Trueba
- For Love Alone de Stephen Wallace
- L'Affaire Aldo Moro (Il caso Moro) de Giuseppe Ferrara
- Le Miraculé de Jean-Pierre Mocky
- Les Fous de Bassan d'Yves Simoneau
- Masques de Claude Chabrol
- Mauvais Sang de Leos Carax
- Journal à mes amours (Napló szerelmeimnek) de Márta Mészáros
- Goodnight Mother ('night, Mother) de Tom Moore
- Platoon de d'Oliver Stone
- Une indifférence douloureuse (Skorbnoye beschuvstviye) d'Alexandre Sokourov
- So viele Träume de Heiner Carow
- Le Thème (Tema) de Gleb Panfilov
- La Mer et le Poison (Umi to dokuyaku) de Kei Kumai
- Vera de Sergio Toledo
- Le Refuge du loup (Vlčí bouda) de Věra Chytilová

### Hors compétition
7 films sont présentés hors compétition.
- Le Petit Procureur (de) (Der kleine Staatsanwalt) de Hark Bohm
- Ein Treffen mit Rimbaud d'Ernst-August Zurborn
- Chronique des événements amoureux (Kronika wypadków milosnych) d'Andrzej Wajda
- Light of Day de Paul Schrader
- Les Adieux à Matiora (Proshchanie) d'Elem Klimov
- La Couleur de l'argent (The Color of Money) de Martin Scorsese
- True Stories de David Byrne

## Palmarès
- Ours d'or : Le Thème de Gleb Panfilov
- Ours d'argent (Grand prix du jury) : La Mer et le Poison de Kei Kumai
- Ours d'argent du meilleur réalisateur : Oliver Stone pour Platoon
- Ours d'argent du meilleur acteur : Gian Maria Volonté pour L'Affaire Aldo Moro (Il caso Moro) de Giuseppe Ferrara
- Ours d'argent de la meilleure actrice : Ana Beatriz Nogueira pour Vera de Sergio Toledo
- Caméra de la Berlinale : Klaus Maria Brandauer, Jack Valenti et Elem Klimov
- Prix Alfred-Bauer : Mauvais Sang de Leos Carax